# جون إي. هارت
جون إي. هارت (بالإنجليزية: John E. Hart)‏ هو ضابط أمريكي، ولد في 4 أبريل 1824 في نيويورك في الولايات المتحدة، وتوفي في 11 يونيو 1863.